# Klara Caro
Klara Caro (geboren am 6. Januar 1886 als Klara Beerman in Berlin; gestorben am 27. September 1979 in New York City) war eine deutsche Frauenrechtlerin und Sozialarbeiterin. Sie gründete 1926 die Kölner Ortsgruppe des Jüdischen Frauenbundes und leitete diese bis zu ihrer Deportation in das Ghetto Theresienstadt.

## Leben
Klara Beerman wuchs in bescheidenen Verhältnissen in Berlin mit drei älteren Brüdern auf. Der Vater hatte während der Gründerzeit 1871 einen wirtschaftlichen Totalverlust erlitten. Die Erziehung von Klara übernahm deren 13 Jahre älterer Bruder Max Mordechai, der als Rabbiner ausgebildet war. Er brachte sie im Alter von acht Jahren in einer jüdischen Schule unter, in der Absolventen des nach Esriel Hildesheimer benannten Berliner Rabbinerseminars unterrichteten. Im Elternhaus machte sie Bekanntschaft mit den Kommilitonen ihres Bruders, Heinrich Loewe und Alfred Klee, die sie nachhaltig beeinflussten.
In ihrer Jugend lernte sie Ludwig Hardt kennen, mit dem sie eine lange Freundschaft verband.
Mit 17 Jahren wurde sie Mitglied des zionistischen Frauenclubs, der von Lina Wagner-Tauber geleitet wurde. Im Alter von 18 Jahren verlobte sie sich in Berlin mit Isidor Caro, den sie 1909 heiratete.

### Kölner Schaffensperiode
Nach ihrer Heirat zog sie mit ihrem Mann nach Köln und bezog dort eine Wohnung am Ehrenfeldgürtel 171 im Stadtteil Köln-Ehrenfeld. Sie trat dem israelitischen Frauenverband bei und wurde bereits nach kurzer Zeit in den Vorstand und später als Vorsitzende gewählt. Die Versorgung der Kinder Hermann und Rut hielt Klara Caro nicht davon ab, gut besuchte Vorträge zu halten und sich intensiv der ehrenamtlichen Arbeit zu widmen. Sie engagierte sich seelsorgerisch für weibliche jüdische Strafgefangene im Kölner Gefängnis Klingelpütz, der Wiedereingliederung entlassener weiblicher jüdischer Strafgefangener sowie für Patienten der psychiatrischen Station, die in der Krankenanstalt Lindenburg untergebracht waren. Diese Aufgaben erfüllte sie über zwei Jahrzehnte, bis die Nationalsozialisten am 1. Januar 1939 ihr diese Tätigkeiten untersagten.
Klara Caro engagierte sich innerhalb der jüdischen Gemeinde für das Frauenwahlrecht, welches 1925 von der Kölner Kirchengemeinde genehmigt, vom preußischen Staat allerdings blockiert wurde. Nach der Gründung des Provinzialverbandes jüdischer Frauenvereine im Rheinland und Westfalen im Jahr 1921 arbeitete sie hier engagiert am Aufbau des Verbandes mit. Konferenzreisen führten sie durch Europa, unter anderem 1925 mit Bertha Pappenheim, Hannah Karminski und Sidonie Werner nach London, wo sie sich gegen moderne Sklavenarbeit zusammen mit Leo Deutschlaender einsetzten. Darüber hinaus engagierte sie sich im Women’s International Zionist Organisation. Im Jahr 1926 gründete Klara Caro die Kölner Ortsgruppe des Jüdischen Frauenbundes und blieb bis 1938 deren Vorsitzende. Darüber hinaus hielt sie in der Volkshochschule Köln Vorträge zum Thema jüdische Traditionen in Köln sowie jüdisches Alltags- und Glaubensleben in Köln.
Nach der Machtergreifung half sie zahlreichen jüdischen Kölner Mitbürgern bei den Vorbereitungen zur Auswanderung, half jüdischen Gemeindemitgliedern nach der Verschärfung der Repressalien gegen Juden beim Überleben in der Stadt sowie beim Aufbau eines nationalen und internationalen Hilfsnetzwerk. 1933 schickte das Ehepaar Caro ihren 18-jährigen Sohn nach London, 1936 folgte ihm seine Schwester Rut. Nach einer schweren Erkrankung Hermanns brachten die Eheleute ihren Sohn zur Rekonvaleszenz in die psychiatrische Klinik Het Apeldoornsche Bosch, Apeldoorn (Holland). Am 22. Januar 1943 wurde er von dort deportiert und am 25. Januar 1943 im Vernichtungslager Auschwitz nach seiner Ankunft vergast.
Die jüdische Gemeinde ehrte 1934 das Ehepaar anlässlich ihrer Silberhochzeit und für ihr 25-jähriges seelsorgerisches Wirken mit einer Feierstunde und einer Reise nach Palästina, die sie 1935 antraten. Diese und andere Möglichkeiten nutzte das Ehepaar Caro aus Pflichtgefühl gegenüber der Kölner jüdischen Gemeinde nicht, Deutschland zu verlassen. Im Jahr 1941 mussten sie ihre Wohnung in Köln-Ehrenfeld verlassen und waren gezwungen, sich mit 13 anderen Personen die kleine Wohnung im Hinterhaus der Synagoge Roonstraße 50 zu teilen. Als die Deportation der Kölner Juden in das sogenannte Ghetto Theresienstadt im Frühsommer 1942 begann, meldete sich das Ehepaar Caro freiwillig, um die jüdischen Gemeindemitglieder auch im Ghetto seelsorgerisch begleiten zu können.
Isidor und Klara Caro wurden am 16. Juni 1942 von Köln nach Theresienstadt deportiert.

### Ghetto Theresienstadt
Nach ihrer Ankunft im Ghetto Theresienstadt initiierte und engagierte sich Klara Caro in der Women’s International Zionist Organisation. Neben Lesungen über zionistische Themen wurden auch kulturelle Veranstaltungen, wie Theater, Choraufführungen, Opern und Gedenkfeiern oder jüdische Feste wie das Seder-Fest von ihr mitorganisiert, an denen teilweise bis zu 4000 Inhaftierte teilnahmen. Ab Juli 1943 wurde sie in ihrer Arbeit intensiv durch Hannah Steiner, die Gründerin der Women's International Zionist Organization, in der Tschechoslowakei unterstützt.
Klara Caro wurde auf Betreiben von Leo Baeck, der im jüdischen Ältestenrat von Theresienstadt tätig war, zusammen mit 1200 Häftlingen, unter anderem Bertha Falkenberg, am 5. Februar 1945 mit einem Transport in die Schweiz gebracht. Dieser Transport gehörte zu den gegen Kriegsende durch Jean-Marie Musy ausgehandelten Freilassungsgeschäften mit den Nationalsozialisten, wobei lediglich der Theresienstädter Transport die Schweiz erreichte. Damit gehörte sie zu den 37 Überlebenden des ersten Deportationszuges von Köln nach Theresienstadt, der am 15. Juni 1942 insgesamt 962 Personen in das Ghetto transportierte. Gemeinsam mit Bertha Falkenberg wurde Klara Caro zuerst im Les Avant Montreux und später im Flüchtlingslager in Engelberg untergebracht. Die Flüchtlinge wählten sie zu ihrer Repräsentantin und so konnte sie an zionistischen Versammlungen in Luzern und Zürich teilnehmen. In der Folgezeit musste Klara Caro für das Bleiberecht der Theresienstädter Flüchtlinge kämpfen, die nach Italien abgeschoben werden sollten. In dieser Zeit begann sie in Vorträgen über das Leben der jüdischen Gefangenen in Theresienstadt zu berichten und erhielt zahlreiche Einladungen in verschiedene Orte in der Schweiz. Sie erhielt Angebote, sich in der schweizerischen Flüchtlingshilfe zu betätigen, die sie ablehnte, weil sie zu ihrer Tochter, die sie 1936 das letzte Mal gesehen hatte, in die USA übersiedeln wollte, wo sie bis zu ihrem Tode lebte.

### Leben in Amerika
Der Neuanfang in Amerika gelang mit Hilfe emigrierter Freunde, unter anderem von Otto Juliusburger, die Klara Caro in die New Yorker Theodor-Herzl-Gesellschaft einführten. Später leitete sie für zwölf Jahre die New Yorker Habonim Schwesternschaft und war ein angesehenes Mitglied der jüdischen Gemeinschaft. Das letzte Lebensjahr verbrachte sie in einem New Yorker Pflegeheim, in dem sie ihre Autobiographie verfasste, bevor sie im Alter von 93 Jahren starb.
Ihr schriftlicher Nachlass in Form von Erinnerungsschreiben und die kurz vor ihrem Tod verfasste Autobiografie befinden sich heute im Leo Baeck Institut, im Center for Jewish History in New York City.

## Eigene Schriften
- A seder night to remember, 1976[21]
- Autobiographie, 1979[22]
- Stärker als das Schwert. Den Märtyrern von Theresienstadt zum Gedächtnis, 1946[23]
- Der Untergang des deutschen Judentums in der Zeit 1941 bis 1942[24]